# Robert Richardson (écrivain)
Pour les articles homonymes, voir Robert Richardson.
Robert Richardson, né le 26 septembre 1940 et mort le 31 août 2021à l'âge de 80 ans, est un journaliste et un auteur britannique de roman policier.

## Biographie
Journaliste au Daily Mail de 1965 à 1967, puis de 1968 à 1972, il travaille ensuite au Welwyn and Hatfield Times et s'installe avec sa femme dans la vieille ville de Hatfield à 28 km au nord-ouest de Londres. Rédacteur dans le milieu de la publicité de 1981 à 1987, il est journaliste-pigiste à partir de 1987, mais accepte à l'occasion des contrats d'engagement, allant de quelques mois à quelques années, avec divers journaux.
En marge de ses activités professionnelles, il se lance dans le roman policier en 1985 avec The Latimer Mercy, où apparaît son héros récurrent, Augustus Maltravers, un ancien journaliste de la petite ville (fictive) de Vercaster, en Angleterre, devenu dramaturge, romancier et détective amateur à ses heures. Dans The Book of Death (1989), Maltravers, surpris par l’orage sur la lande désolée, se réfugie au sinistre manoir de Carwelton Hall. Mal lui en prit, car la disparition d’un précieux manuscrit conservé par la famille du lieu et, peu après, un assassinat l’obligent à de périlleuses investigations.
Robert Richardson a également donné trois romans policiers sans son héros, dont Un âge sans pitié (1993), qui s'est retrouvé sur la liste des finalistes au Gold Dagger Award.
Il a été président de la Crime Writers' Association en 1993-1994 et 2006-2007.

## Œuvre

### Romans

#### SérieAugustus Maltravers
- The Latimer Mercy (1985)
- Bellringer Street (1988)
- The Book of Death (1989)
- The Dying of Light (1990)
- Sleeping in the Blood ou Murder in Waiting (1991)
- The Lazarus Tree (1992)

#### Autres romans policiers
- The Hand of Strange Children (1993) Publié en français sous le titre Un âge sans pitié, Paris, Librairie des Champs-Élysées, Le Masque no 2236, 1995
- Significant Others (1995) Publié en français sous le titre Album funèbre, Paris, Librairie des Champs-Élysées, Le Masque no 2368, 1998
- Victims (1997) Publié en français sous le titre Victimes, Paris, Éditions du Masque, 2000

### Autre publication
- The Book of Hatfield (1977)